# TriStar (Rennserie)

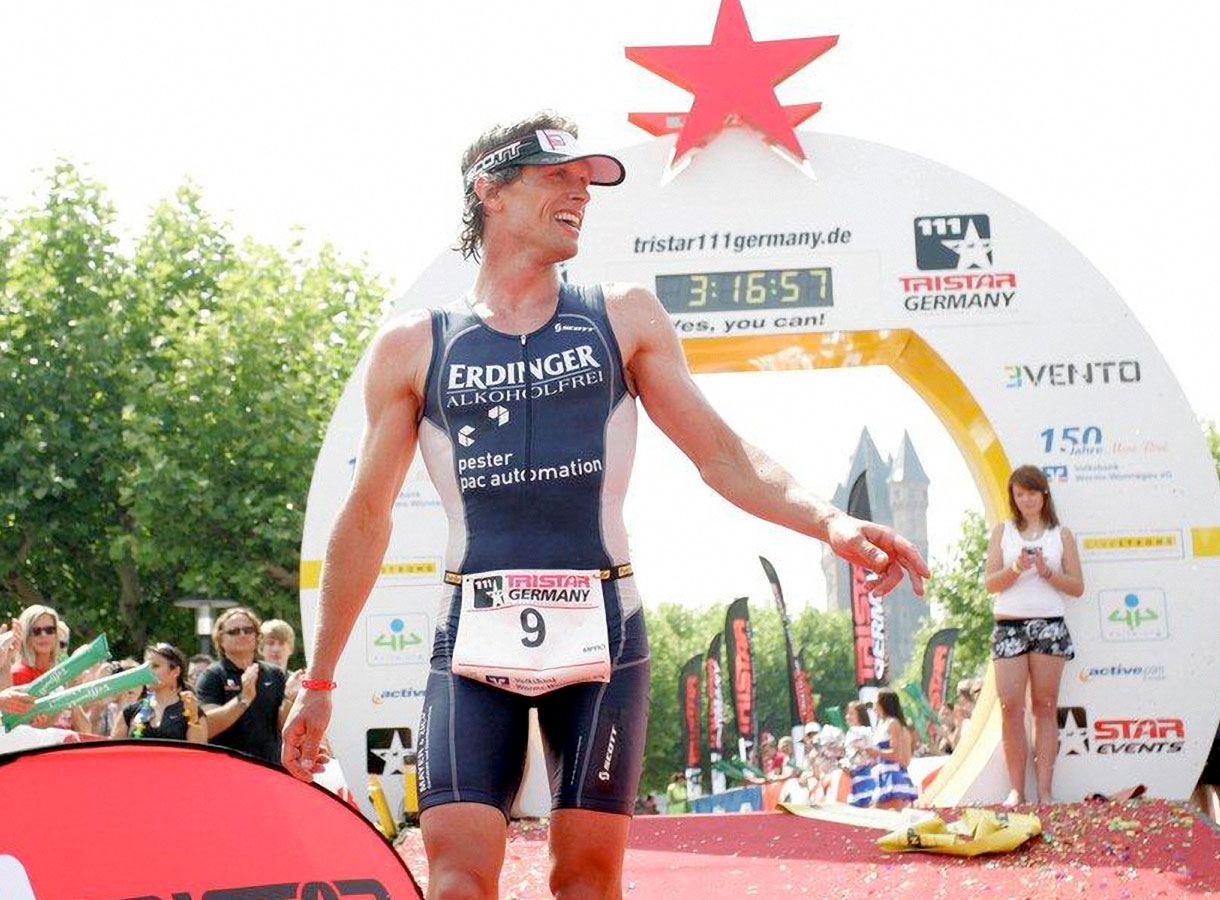
Christian Brader – beim TriStar111 Germany 2010

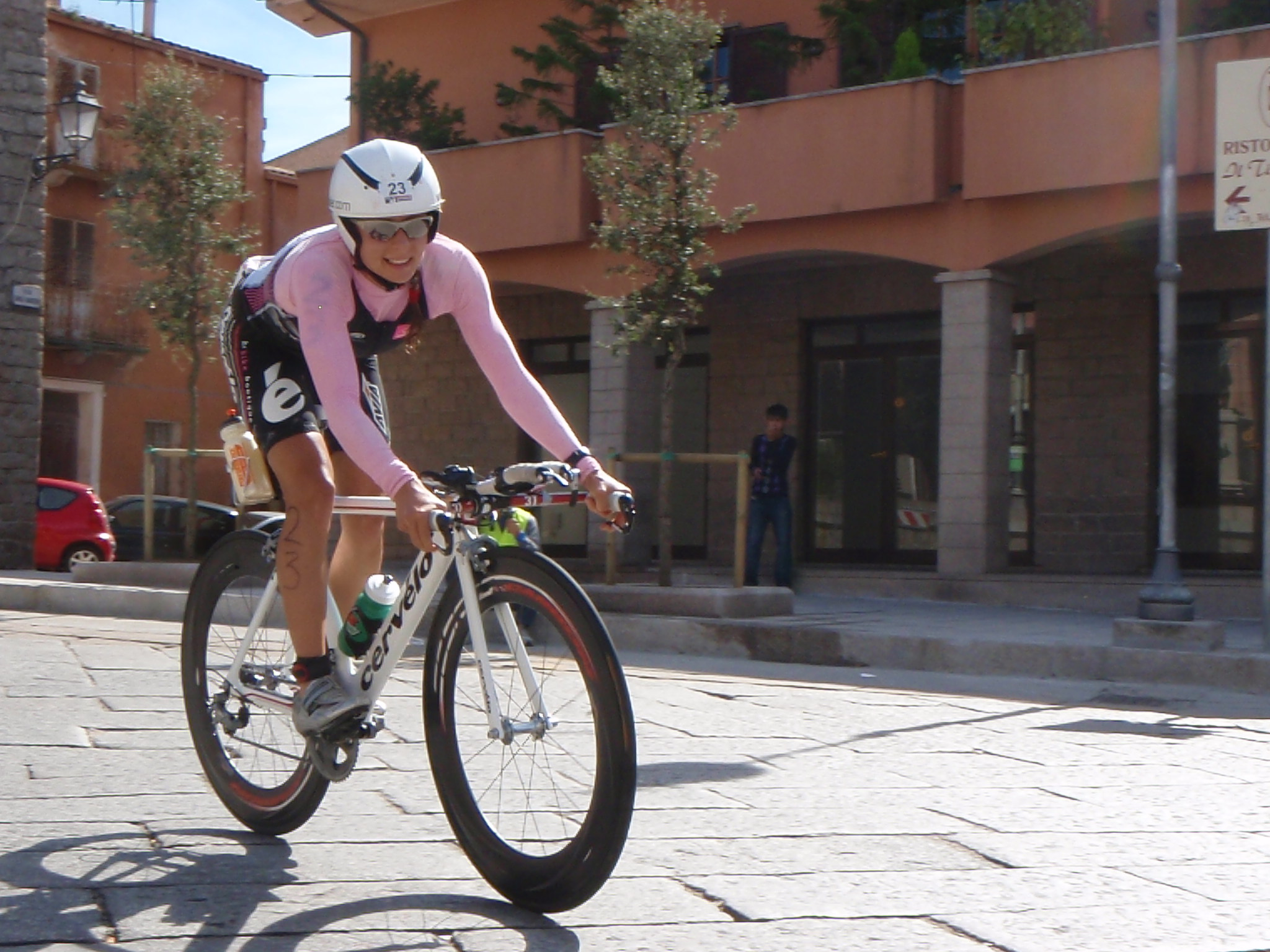
Diana Riesler beim TriStar222 Sardinia 2010 an der Costa Smeralda

TriStar ist eine internationale Triathlon-Rennserie, die von 2009 bis 2012 über verschiedene Distanzen ausgetragen wurde und im September 2017 wieder neu aufgenommen wurde.

## Organisation

### Gründung 2009
Die TriStar-Rennen wurden vom Österreicher Georg Hochegger und seiner Firma Star Production SARL mit Sitz in Monaco veranstaltet. Hochegger gehörte 1988 zu den Initiatoren des Trimania in Klagenfurt, aus denen er mit zwei Partnern gemeinsam im Folgejahr den Ironman Austria entwickelte. Weitere Veranstaltungen folgten in Frankreich (Ironman France), in Monaco (Ironman 70.3 Monaco), Südafrika (Ironman South Africa, Ironman 70.3 South Africa) und in St. Pölten (Ironman 70.3 Austria). Nach dem Verkauf der Veranstaltungsagentur sowie der Rechte an den Veranstaltungen an die zu Providence Equity Partners gehörende WTC gründete Hochegger das Unternehmen „Star Production“.
2009 wurde mit dem TriStar200 Andalucía das erste Rennen der neuen TriStar-Rennserie ausgetragen (169 km Radfahren, 1 km Schwimmen und 30 km Laufen). Im September 2010 nahmen dann bei der Erstaustragung in Monaco neben den Profi-Athleten auch die Formel-1-Profis Jenson Button, Alexander Wurz und Nico Rosberg teil.
Die Rennen der TriStar-Serie haben neue Distanzen in den Triathlon-Sport gebracht:
- TriStar11.1: 100 m Schwimmen, 10 km Radfahren und 1 km Laufen
- TriStar33.3: 300 m Schwimmen, 30 km Radfahren und 3 km Laufen
- TriStar55.5: 500 m Schwimmen, 50 km Radfahren und 5 km Laufen
- TriStar111: 1 km Schwimmen, 100 km Radfahren und 10 km Laufen
- TriStar222: 2 km Schwimmen, 200 km Radfahren und 20 km Laufen

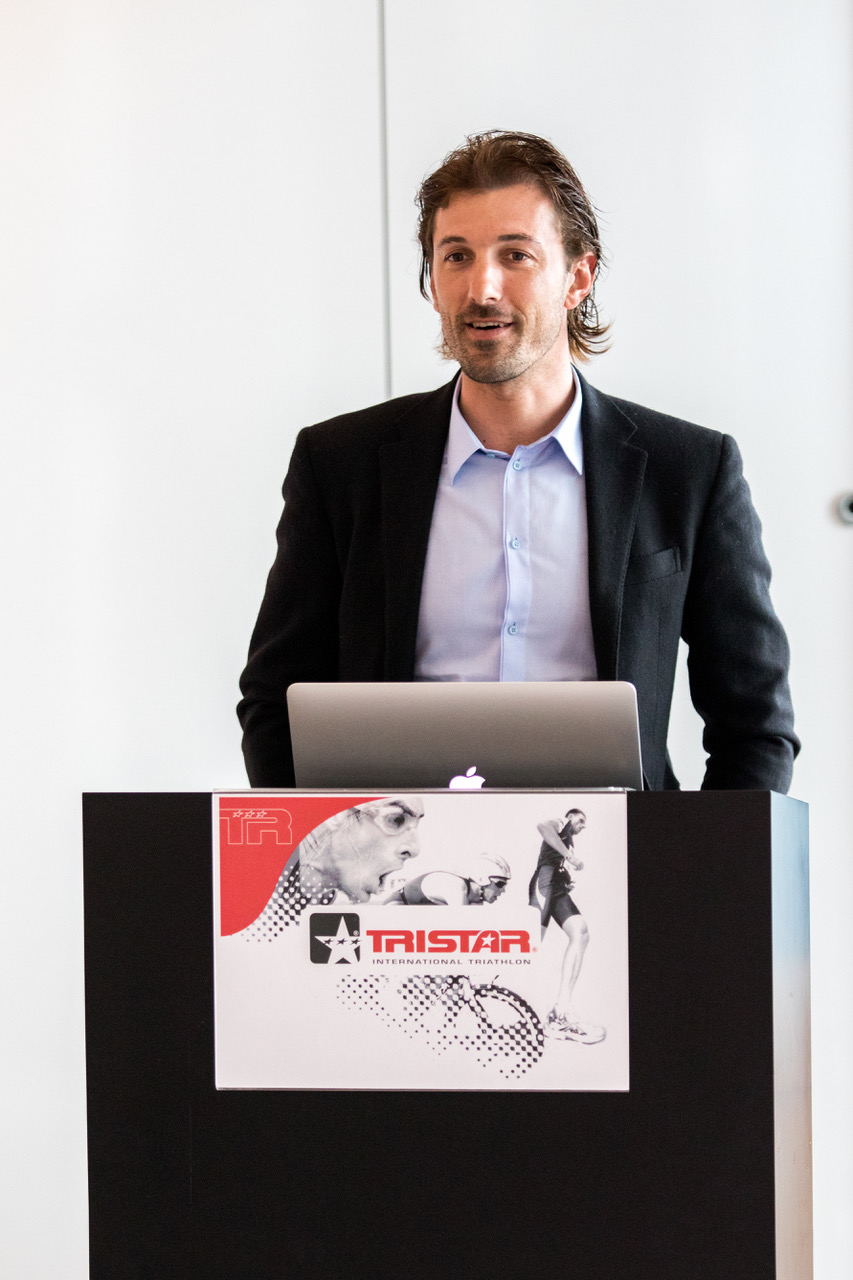
Fabian Cancellara bei der Pressekonferenz zum Neustart von TriStar in Rorschach (April 2017)

Diese Rennserie wurde letztmals 2012 ausgetragen. Zu diesem Zeitpunkt veranstaltete Star Production 25 TriStar Rennen weltweit. In Europa (Monaco, Cannes, Deauville, Andalusien, Madrid, Mallorca, Worms, Kufstein, Attersee, Split, Lyon, Milton Keynes, Sardinien, Estonien), USA (Minnesota), Brasilien (Rio de Janeiro) und der Karibik (Nevis). Die Rennserie wurde unter anderem eingestellt, weil der Hauptinvestor ausstieg.

### Wiederaufnahme 2017
Für 2017 wurde eine Neuauflage mit neuen Partnern angekündigt. Mit dabei ist die Human Sports Management AG des ehemaligen Schweizer Radprofis Armin Meier. Meier ist aktuell der Manager von Ironman Hawaii-Siegerin Daniela Ryf und er betreute bis 2016 auch Fabian Cancellara. Nach dem Ende seiner aktiven Karriere stieg auch der Schweizer Zeitfahr-Olympiasieger und viermalige Radweltmeister jetzt bei TriStar ein.
Seiner Meinung nach kommen die Distanzen in dieser Rennserie den starken Radfahrern entgegen.
Das erste Rennen fand am 3. September 2017 am schweizerischen Bodenseeufer in Rorschach (als TriStar55.5 und TriStar111) statt und Cancellara belegte im TriStar55.5 den 14. Rang. Die starken Regenfälle in der Ostschweiz an den Vortagen sorgten für einen Bergrutsch auf der ursprünglichen Radstrecke, sodass für das Rennen kurzfristig eine Umfahrung eingebaut werden musste.
Der Regensburger Verein „Tristar Regensburg“ als Veranstalter des „Regensburger Triathlon“ steht in keiner Verbindung zu dieser Rennserie.

## Siegerliste

### 2019
| Datum         | Event                 | Frauen        | Frauen        | Frauen                | Männer         | Männer             | Männer             |
| Datum         | Event                 | Erster Platz  | Zweiter Platz | Dritter Platz         | Erster Platz   | Zweiter Platz      | Dritter Platz      |
| ------------- | --------------------- | ------------- | ------------- | --------------------- | -------------- | ------------------ | ------------------ |
| 23. Juni 2019 | TriStar55.5 Lugano    | Meredith Hill | Diane Luethi  | Carola Fiori-Balestra | Matteo Fontana | Adriano Engelhardt | Giacomo Trabattoni |
| 7. Juli 2019  | TriStar55.5 Rorschach |               |               |                       |                |                    |                    |
| 7. Juli 2019  | TriStar111 Rorschach  |               |               |                       |                |                    |                    |

### 2018
| Datum         | Event                 | Frauen                  | Frauen         | Frauen         | Männer              | Männer            | Männer                |
| Datum         | Event                 | Erster Platz            | Zweiter Platz  | Dritter Platz  | Erster Platz        | Zweiter Platz     | Dritter Platz         |
| ------------- | --------------------- | ----------------------- | -------------- | -------------- | ------------------- | ----------------- | --------------------- |
| 23. März 2018 | TriStar55.5 Fujairah  | Emma Deane              | Kirsty Calman  | Kim Myers      | Niko Malleczek      | Günther Malleczek | Alexis Chatzinikolaou |
| 23. März 2018 | TriStar111 Fujairah   | Helle Bachofen Von Echt | Joanne Norman  | Meghann Cleary | Christian Weyland   | Jan De Henau      | Christian Henn        |
| 15. Juli 2018 | TriStar55.5 Rorschach | Nathalie Alexander      | Katja Moser    | Oriana Heer    | Ronnie Schildknecht | Martin Welti      | Gian-Andri Baumann    |
| 15. Juli 2018 | TriStar111 Rorschach  | Nina Derron             | Yvonne Neumann | Nadine Jaggi   | Sebastian Neef      | Thomas Steger     | Roman Deisenhofer     |

### 2017
| Datum        | Event                 | Frauen          | Frauen          | Frauen         | Männer          | Männer              | Männer          |
| Datum        | Event                 | Erster Platz    | Zweiter Platz   | Dritter Platz  | Erster Platz    | Zweiter Platz       | Dritter Platz   |
| ------------ | --------------------- | --------------- | --------------- | -------------- | --------------- | ------------------- | --------------- |
| 3. Sep. 2017 | TriStar111 Rorschach  | Barbara Bracher | Petra Schmiedel | Elena Hartmann | Bryan McCrystal | Ronnie Schildknecht | Thomas Rusch    |
| 3. Sep. 2017 | TriStar55.5 Rorschach | Sandrine Benz   | Yvonne Neumann  | Nadine Jaggi   | Michel Stalder  | Nando Baumann       | Cyrill Knechtle |

### 2012
| Datum         | Event                              | Frauen             | Frauen             | Frauen           | Männer             | Männer            | Männer               |
| Datum         | Event                              | Erster Platz       | Zweiter Platz      | Dritter Platz    | Erster Platz       | Zweiter Platz     | Dritter Platz        |
| ------------- | ---------------------------------- | ------------------ | ------------------ | ---------------- | ------------------ | ----------------- | -------------------- |
| 31. März 2012 | TriStar111 Nevis, Charlestown      | Amy Kloner         | Laurel Wassner     | Janine Herweijer | Olivier Marceau    | Chris Meewes      | John Hirsch          |
| 31. März 2012 | TriStar33.3 Nevis, Charlestown     | Johanna Starr      | Manuela Garelli    | Kay Reddy        | Chris McHugh       | Paul Belmondo     | Philip Gaskin        |
| 15. Apr. 2012 | TriStar111 Mallorca                | Eimear Mullan      | Tamsin Lewis       | Anna Turvey      | Joerie Vansteelant | Ben Howard        | Johannes Moldan      |
| 29. Apr. 2012 | TriStar111 Cannes, Cannes          | Delphine Pelletier | Lisa Hütthaler     | Jeanne Collonge  | Romain Guillaume   | Daniel Fontana    | Olivier Marceau      |
| 3. Juni 2012  | TriStar111 Salzkammergut, Attersee | Britta Martin      | Lisa Hütthaler     | Katrin Lang      | Alberto Casadei    | Zoltan Enczyszyn  | Daniel Niederreiter  |
| 10. Juni 2012 | TriStar111 Worms, Worms            | Nina Kuhn          | Anna Kusch         | Nicole Best      | Fabian Conrad      | Christian Brader  | Till Schramm         |
| 15. Juli 2012 | TriStar111 Kufstein, Kufstein      | Lisa Hütthaler     | Barbara Geilhof    | Kathrin Glasl    | Thomas Hellriegel  | Wolfgang Teuchner | Christian Birngruber |
| 5. Aug. 2012  | TriStar111 Estonia, Tallinn        | Lisa Hütthaler     | Maja Stage Nielsen | Tiina Boman      | Thomas Hellriegel  | Kirill Kotšegarov | Rinalds Sluckis      |
| 2. Sep. 2012  | TriStar111 Monaco                  | Lisa Hütthaler     | Tine Holst         | Barbara Geilhof  | Andrea D’Aquino    | Hervré Banti      | Domenico Passuello   |

### 2011
| Datum         | Event                          | Frauen             | Frauen          | Frauen               | Männer                 | Männer              | Männer            |
| Datum         | Event                          | Erster Platz       | Zweiter Platz   | Dritter Platz        | Erster Platz           | Zweiter Platz       | Dritter Platz     |
| ------------- | ------------------------------ | ------------------ | --------------- | -------------------- | ---------------------- | ------------------- | ----------------- |
| 2. Apr. 2011  | TriStar111 Nevis, Charlestown  | Emma-Kate Lidbury  | Fernanda Keller | Guylyne Louis        | Chris McCormack        | Olivier Marceau     | Wolfgang Guembel  |
| 2. Apr. 2011  | TriStar33.3 Nevis, Charlestown | Laura Briggs       | Sasha Lloyd     | Kay Reddy            | Gilles Janssen         | Philippe Dutilleul  | Franck Buoanno    |
| 17. Apr. 2011 | TriStar111 Mallorca            | Eimear Mullan      | Tamsin Lewis    | Heidi Jesberger      | Olivier Marceau        | Marcel Zamora Pérez | Normann Stadler   |
| 17. Apr. 2011 | TriStar55.5 Mallorca           | Villalonga Llufriu | Lieve Govaerts  | Adriana Vidal Borras | Richard Calle Martinez | Gary Swenarton      | Philip Wolfe      |
| 29. Mai 2011  | TriStar111 Germany, Worms      | Britta Martin      | Beate Görtz     | Debbie Verstraeten   | Markus Fachbach        | Johannes Moldan     | Stefan Schmid     |
| 29. Mai 2011  | TriStar33.3 Germany, Worms     | Anna-Lena Pohl     | Nicole Leder    | Monika Herz          | Maik Flück             | Marc Rink           | Frank Dorn        |
| 7. Aug. 2011  | TriStar111 Estonia, Tallinn    | Rachel Joyce       | Merja Kiviranta | Tiina Boman          | Thomas Hellriegel      | Bryan McCrystal     | Kirill Kochegarov |
| 27. Aug. 2011 | TriStar111 Minnesota           | Suzie Olsen        | Jenny Wilcox    | Julie Hull           | Maik Twelsiek          | Karl Bordine        | Devon Palmer      |
| 4. Sep. 2011  | TriStar111 Monaco              | Johanna Daumas     | Eimear Mullan   | Barbara Bracher      | Johannes Moldan        | Rodolphe von Berg   | Karl Shaw         |
| 18. Sep. 2011 | TriStar111 Split               | Barbara Alber      | Lauren Simenc   | Karla Oblac          | Andreas Fuchs          | Philipp Podsieldik  | Dejan Patrcevic   |

### 2010
| Datum        | Event                          | Frauen         | Frauen          | Frauen        | Männer          | Männer           | Männer              |
| Datum        | Event                          | Erster Platz   | Zweiter Platz   | Dritter Platz | Erster Platz    | Zweiter Platz    | Dritter Platz       |
| ------------ | ------------------------------ | -------------- | --------------- | ------------- | --------------- | ---------------- | ------------------- |
| 6. Juni 2010 | TriStar111 Germany, Worms      | Michaela Giger | Isabelle Ferrer | Nicole Leder  | Chris McCormack | Christian Brader | Jürgen Stilgenbauer |
| 5. Sep. 2010 | TriStar111 Monaco              | Christel Robin | Coralie Lemaire | Annika Seeg   | Olivier Marceau | Mikel Elgezabal  | Regis Maniora       |
| 3. Okt. 2010 | TriStar222 Sardinia, Arzachena | Diana Riesler  | Bella Bayliss   | Karin Gerber  | Esben Hovgaard  | Björn Andersson  | Joel Jameson        |

### 2009
| Datum         | Event                       | Frauen         | Frauen        | Frauen             | Männer       | Männer              | Männer               |
| Datum         | Event                       | Erster Platz   | Zweiter Platz | Dritter Platz      | Erster Platz | Zweiter Platz       | Dritter Platz        |
| ------------- | --------------------------- | -------------- | ------------- | ------------------ | ------------ | ------------------- | -------------------- |
| 12. Sep. 2009 | TriStar200 Andalucía, Cádiz | Martina Dogana | Tiina Boman   | Maria Bravo Zuniga | Paul Amey    | Marcel Zamora Pérez | Alejandro Santamaria |

Die Reihenfolge der Bewerbe und die Distanzen dieses Rennens (169 km Radfahren, 1 km Schwimmen und 30 km Laufen) wurden in der Folge nicht für weitere Rennen übernommen.